# Bréhand
 Bréhand  (en bretón Brehant-Monkontour) es una población y comuna francesa, en la región de Bretaña, departamento de Côtes-d'Armor, en el distrito de Saint-Brieuc y cantón de Moncontour (Côtes-d'Armor).

## Demografía
| 1324 | 1307 | 1247 | 1369 | 1287 | 1271 |
| Para los censos de 1962 a 1999 la población legal corresponde a la población sin duplicidades (Fuente: INSEE [Consultar]) |      |      |      |      |      |